# Chris Smith (Komponist)
Christopher M. Smith (* 12. Oktober 1879 in Charleston, South Carolina, USA; † 4. Oktober 1949 in New York City, New York, USA) war ein US-amerikanischer Komponist und Vaudeville-Künstler.
Schon als Jugendlicher reiste er mit Medicine Shows umher; er wechselte zum Vaudeville und ging nach New York, wo er mit Elmer Bowman und Jimmy Durante auftrat. Bekannt ist er vor allem durch seine Songs. Einer seiner größten Hits, Good Morning, Carrie, wurde 1901 veröffentlicht. Smith komponierte mit James Tim Brymn einen Großteil der Musik für das Musical His Honor the Barber (1909). Einen weiteren großen Hit landete er 1913 mit Ballin’ the Jack.
Mit I’ve Got de Blues veröffentlichte Smith 1901 zusammen mit Elmer Bowman einen der ersten Songs mit dem Wort „Blues“ im Titel als Notenblatt. Allerdings bezieht sich das Wort „Blues“ hier nicht auf das Musikgenre gleichen Namens, sondern auf das Gefühl der Niedergeschlagenheit wie etwa im Ausdruck „den Blues haben“. Am 12. Januar 1912 jedoch veröffentlichte Smith zusammen mit James Tim Brymn den Song The Blues, der von Peter C. Muir in seinem Buch Long Lost Blues als der erste echte Bluessong beschrieben wird. Dieses Notenblatt erschien einige Monate vor dem Baby Seals’s Blues von Baby Franklin Seals, dem Dallas Blues von Hart A. Wand und dem Memphis Blues von W. C. Handy. Weiterhin vermutet Muir, dass The Blues möglicherweise von Butler May, Spitzname „String Beans“, beeinflusst wurde – 1911 hatten Smith und May in Chicago die Bühne geteilt.
Smith starb am 4. Oktober 1949 in New York City.